# Охлупін Ігор Леонідович
Ігор Леонідович Охлупін (17 вересня 1938 — 9 червня 2018) — російський актор театру і кіно, Народний артист РРФСР (1988).

## Біографія
Ігор Охлупін народився в родині актора Леоніда Охлупіна, почесного громадянина Свердловська. У 1960 році закінчив Вище театральне училище ім. Бориса Щукіна (учень Віри Львової). В тому ж році він був прийнятий до трупи Театру ім. Володимира Маяковського, який у той час очолював Микола Охлопков. Дебют, щоправда, відбувся на телебаченні — в телеспектаклі «Бурштинове намисто» за п'єсою Миколи Погодіна, де актор-початківець став партнером Юлії Борисової. В театрі Охлупін впродовж ряду років грав невеликі ролі, нерідко без слів, в основному вступи у старі спектаклі. Тим не менше, навіть в невеликих ролях молодого актора глядачі запам'ятовували і відзначали критики. Першу велику роль Ігор Охлупін отримав у 1966 році — у виставі «Цар Едіп» з трагедії Софокла. Його Едіп став головним достоїнством вистави, що не мала успіху.
У 1967 році художнім керівником Театру імені Маяковського був призначений Андрій Гончаров, і дуже скоро Охлупін став одним з провідних акторів театру. Серед кращих ролей молодого Охлупіна — Морозко у виставі Марка Захарова «Розгром» (1969), став однією з найбільш популярних московських вистав того часу.
Актор бездоганно органічний, Ігор Охлупін, як зазначала критик Ніна Велєхова, «любить тих, кого грає» і вміє завоювати увагу глядачів. Серед кращих його ролей — Сергій Серьогін в «Іркутській історії» Олексія Арбузова, Ераст Громилов у «Талантах і шанувальниках» Олександра Островського, Тригорін в чеховській «Чайці». З більш пізніх — Фрол Федулич Прибитков у «Жертві століття» і Він у «Старомодній комедії» А. Арбузова.
9 червня 2018 році Ігор Охлупін помер у лікарні після нетривалої хвороби.

## Родина
Ігор Охлупін був одружений з актрисою Наталією Вількіною. Їх донька — Олена Охлупіна, актриса Малого театру.

## Визнання та нагороди
- Заслужений артист РРФСР (1971).
- Народний артист РРФСР (1988).
- Орден Дружби (3 лютого 1998) — за великі заслуги в розвитку театрального мистецтва[5]

## Творчість

### Театральні роботи
Театр імені Володимира Маяковського
- 1961 — «Гамлет» В. Шекспіра —  Тінь батька Гамлета, Другий могильник  (вводи)
- 1961 — «Матінка Кураж та її діти» Б. Брехта —  Солдат
- 1964 — «Кавказьке крейдяне коло» Б. Брехта. Постановка В. Дудіна —  Симон
- 1966 — «Цар Едіп» Софокла —  Едіп
- 1966 — «Смерть Тарєлкіна» А. В. Сухово-Кобиліна; режисер Петро Фоменко —  Ох
- 1966 — «Іркутська історія» А. Арбузова; режисер Микола Охлопков —  Сергій
- 1968 — «Таланти і шанувальники» А. М. Островського —  Ераст Громилов
- 1969 — «Розгром» по А. Фадєєва; режисер Марк Захаров —  Морозко
- 1970 — «Трамвай Бажання» Т. Вільямса, режисер А. Гончаров —  Мітч
- 1970 — «Марія» А. Салинського —  Миронов
- 1971 — «Зимова балада» А. Вейцлера, А. Мішаріна —  Северів
- 1971 — «Дядечків сон» по Ф. М. Достоєвському —  Вася
- 1972 — «Дума про Британку» Ю. Яновського —  Петро Несвятипасха
- «Банкрут, або Свої люди — розрахуємося!» А. Остростровского —  Большов
- «Бесіди з Сократом» Е. Радзинського —  Продик
- «Довгоочікуваний» А. Салинського —  Чередняк
- «Чайка» А. П. Чехова —  Тригорин
- «Аморальна історія» Е. Брагінського, Е. Рязанова —  Філімонов
- «Агент 00» Г. Боровика —  Спеціальний помічник
- «Захід» І. Бабеля —  Іван Пятірубель
- «Уроки музики» Л. Петрушевської —  Федір Іванович
- 1994 — «Жертва століття» за п'єсою О. М. Островського «Остання жертва» —  Фрол Федулича Прибитков
- «Театральний романс» по «Кукушкіним сльозам» А. Н. Толстого —  Хомутов
- 2002 — «Одруження» М. В. Гоголя; режисер Сергій Арцибашев —  Яєчня
- 2004 — «Старомодна комедія» А. Арбузова; режисер В. Портнов —  Він
- 2005 — «Мертві душі» по Н. В. Гоголю; режисер С. Арцибашев —  Прокурор
- 2010 — «Три сестри» А. П. Чехова; режисер С. Арцибашев —  Чебутикін
- 2012 — «Пан Пунтила і його слуга Матті» Б. Брехта. Постановка М. Карбаускіса —  Пастор

Театральне товариство Олега Меньшикова
- 1998 — «Горе від розуму» Олександра Грибоєдова. Режисер Олег Меньшиков — Фамусов

### Роботи на телебаченні
1969 — «Здрастуйте, наші тата!» (телевізійний спектакль) — учитель
- 1971—1972 — «День за днем» Михайла Анчарова (телевізійний спектакль) — Микола Андрійович Пахомов
  - Січень, 29-е. Субота (10-я серія)
  - Лютий, 21-е. Понеділок (11-я серія)
  - Квітень, 14-е. Четвер (13-я серія)
  - Вересень, 24-е. Неділя (15 серія)
  - Жовтень, 29-е. Субота (16 серія)
  - Грудень, 28-е. Четвер (17 серія)

### Фільмографія
- 1960 — Альошкіна любов — Зінкин залицяльник
- 1960 — Хмари над Борському — Герман, комсорг
- 1961 — У важкий час — Михайло
- 1974 — Самий жаркий місяць — Петро Хромов
- 1976 — Обеліск — Тимофій Титович Ткачук
- 1978 — Сибіріада — Філіп Соломін
- 1979 — Постріл у спину — Павло Володимирович Вітрів
- 1981 — Ніч коротка — Меркурій
- 1984 — Доручити генералу Нестерову…
- 1984 — Дуже важлива персона — Дем'янов
- 1985 — Мій обранець — Валерій Єфремович Лапшин